# Snäcken
Snäcken är ett naturreservat i Hudiksvalls kommun i Gävleborgs län.
Området är naturskyddat sedan 1978 och är 13 hektar stort. Reservatet ligger på en udde i Bottenhavet och består av klapperstensfält och tallskog på Enångersåsen. 